# Андогский, Александр Иванович
Александр Иванович Андогский (25 июля 1876, Новгородская губерния — 25 февраля 1931, Харбин) — российский военный деятель, генерал-майор (21.11.1917), участник русско-японской, Первой мировой и Гражданской войны. Последний начальник Николаевской военной академии (1917—1922). После Октябрьской революции сначала сотрудничал с большевиками, а затем перешёл на сторону Белого движения. В 1922 году был городским главой Владивостока. В том же году эмигрировал в Японию, а затем в Китай.

## Биография

### Происхождение. Семья.
Александр Иванович Андогский родился 25 июля 1876 года в Новгородской губернии, в православной дворянской семье. Его отцом был действительный статский советник Иван Иванович Андогский. Помимо Александра, в семье было ещё 4 сына: Алексей, Владимир, Иван и Николай. Впоследствии Иван стал действительным статским советником, Николай (1869—1939) — медиком-офтальмологом, действительным статским советником и преподавателем Военно-медицинской академии, Алексей (8 марта 1863 — ?) — генерал-майором Российской императорской армии (1907), военным судьёй и участником Белого движения на востоке России, а Владимир (25 мая 1871 — ?) — полковником Российской императорской армии.
Александр Иванович Андогский был женат на дворянке по происхождению Александре Петровне Игнатьевой, для неё этот брак стал вторым. От первого брака у неё было трое детей, которые находились на попечении у Андогского: Любовь (род. 17 августа 1903), Леонтий (род. 25 декабря 1904) и Ирина (род. 24 августа 1906). В браке Александра Ивановича и Александры Петровны родилось ещё трое детей: Вера (род. 6 сентября 1910), Всеволод (род. 29 марта 1914) и Татьяна (род. 27 декабря 1916).

### Служба

#### До Октябрьской революции
Первичное образование Александр Андогский получил в Вологодской гимназии, а в 1898 году окончил юридический факультет Императорского Санкт-Петербургского университета.
28 августа 1898 года вступил на службу в Российскую императорскую армию рядовым на правах вольноопределяющегося 1-го разряда, служил в лейб-гвардии Московском полку. В 1899 году сдал экзамены для производства в офицеры при Павловском военном училище и 6 сентября 1899 года получил чин подпоручика со старшинством с 9 августа того же года. 6 декабря 1903 года был произведён в поручики со старшинством с 9 августа того же года. В 1905 году окончил Николаевскую академию Генерального штаба по 1-му разряду и 28 мая 1905 года получил старшинство с присвоением чина штабс-капитана «за отличные успехи в науках». Приказом по Генеральному штабу от 13 июля 1905 года Александр Андогский был причислен к Генштабу и сразу же был отправлен в распоряжение начальника штаба главнокомандующего на Дальнем Востоке с целью ознакомиться с работой Генштаба при войсках действующей армии взамен установленного законом прикомандирования к окружным штабам.
Андогский принимал участие в русско-японской войне 1904—1905 годов. Приказом по штабу Главнокомандующего № 94 от 18 июля 1905 года он был переведён в распоряжение начальника штаба 2-й Маньчжурской армии. 21 июля 1905 года приказом по управлению Генерал-квартирмейстерства 2-й Маньчжурской армии № 62 Андогский был прикомандирован к этому генерал-квартирмейстерству.
После окончания войны, 2 октября 1905 года, Александр Иванович был командирован в штаб Санкт-Петербургского военного округа с целью командовать ротой в течение двух лет. С 15 ноября 1905 года по 24 ноября 1907 года отбывал цензовое командование в должности командира роты в лейб-гвардии Московском полку. Высочайшим приказом от 28 ноября 1907 года Александр Андогский был переведён в Генеральный штаб и назначен помощником старшего адъютанта штаба войск Русской гвардии и Санкт-Петербургского военного округа с переименованием в капитаны, старшинство в этом чине получил с 28 мая 1905 года. В этой должности находился до 8 октября 1911 года.
С 8 октября 1911 года по 13 марта 1914 года Андогский был штатным преподавателем военных наук в Николаевской академии Генерального штаба. 6 декабря 1911 года получил старшинство с производством в подполковники. 14 марта 1914 года был назначен штаб-офицером, заведовавшим обучающимися в Николаевской академии Генерального штаба офицерами. Наряду с служебной деятельностью, публиковал свои работы по военной географии, тактике и военной истории, был одним из основателей и секретарём Общества ревнителей военных знаний в Санкт-Петербурге. 23 июля 1914 года приказом по Николаевской академии Генерального штаба № 206 был командирован в штаб Варшавского военного округа. 26 июля 1914 года был назначен на должность помощника старшего адъютанта оперативного отдела 2-й армии, и утверждён в этой должности Высочайшим приказом от 29 августа того же года.
Участник первой мировой войны. Принимал участие в походе в Восточную Пруссию в прежней должности во 2-й армии. Попал в окружение, из которого смог выйти вместе с группой штаба армии в Комуссенском лесу. Высочайшим приказом от 29 августа 1914 года был назначен помощником старшего адъютанта отдела генерал-квартирмейстера штаба 2-й армии. 6 декабря 1914 года получил старшинство с присвоением чина полковника. 10 декабря 1914 года был назначен исправляющим должность старшего адъютанта общего отделения штаба 2-й армии, 8 января 1915 года — старшим адъютантом оперативного отдела той же армии. 20 января 1915 года стал старшим адъютантом генерал-квартирмейстера штаба 2-й армии. С 6 июля 1915 года по 27 апреля 1916 года был исправляющим должность начальника штаба 3-й гвардейской пехотной дивизии, 27 апреля 1916 года был назначен командиром 151-го пехотного Пятигорского полка. По состоянию на 3 января 1917 года находился в той же должности. 13 января 1917 года был назначен правителем дел Николаевской академии Генерального штаба.
После Февральской революции проявил лояльное отношение к Временному правительству и поэтому, когда в апреле 1917 года было решено произвести выборы нового начальника Николаевской академии Генерального штаба, был заявлен одним из кандидатов на эту должность. Выборы были проведены в июле, и хотя наибольшее число голосов набрал генерал Н. Н. Головин (410), но военный и морской министр А. Ф. Керенский утвердил начальником академии набравшее второе число голосов полковника А. И. Андогского (373).
7 августа 1917 года был утверждён исправляющим должность начальника Николаевской академии Генерального штаба. 15 сентября 1917 года был одновременно назначен экстраординарным профессором Николаевской академии Генерального штаба. 21 ноября 1917 года был произведён в генерал-майоры.

#### После Октябрьской революции
Остался в должности преподавателя и начальника академии и после Октябрьской революции (на 1.01.1918 года в академии учились 395 офицеров, в марте состоялся выпуск 165-ти из них уже для новой власти, в мае академия приняла первых слушателей, направленных на учёбу большевиками). Одновременно с 20 ноября 1917 года по 28 января 1918 года Андогский участвовал в переговорах перед подписанием Брестского мира. 20—21 февраля 1918 года принял участие в совещании большевистского правительства, которое было собрано в связи с разрывом Брестского мира и началом наступления немецких и австрийских войск. По итогам работы этого совещания 23 февраля было принято решение о создании Рабоче-Крестьянской Красной армии.
В марте 1918 года академия была эвакуирована из Петрограда в Екатеринбург, а затем из-за угрозы со стороны чехословацкого корпуса — в Казань (полностью эвакуация завершиться не успела). В академии действовала подпольная офицерская антибольшевистская организация, сыгравшая большую роль в переходе академии на сторону белого движения и в свержении советской власти в Екатеринбурге. В июле того же года Андогский вместе с большинством личного состава и обучающихся Военной академии (393 человека из 530) перешёл на сторону Белого движения, по мнению других авторов, это произошло 5 августа 1918 года. Затем академия переехала обратно в Екатеринбург, а позже в Омск и в мае 1919 года в Томск. Приказом командующего Сибирской армией от 18 сентября 1918 года Андогский был назначен помощником управляющего военного министерства по снабжению с оставлением в должностях ординарного профессора и начальника Военной академии.
По мнению генерала В. Г. Болдырева, Андогский был одним из ведущих участников переворота А. В. Колчака в Омске в ноябре 1918 года и затем «метил в начальники штаба к Колчаку».
Приказом Верховного правителя и Верховного главнокомандующего адмирала А. В. Колчака от 26 января 1919 года А. И. Андогский был отстранён от должности начальника Военной академии и назначен в резерв чинов при Иркутском военном округе; позже формулировка приказа был изменена, и Андогский был командирован в распоряжение командующего войсками Иркутского военного округа. Скорее всего, этот приказ был издан из-за расследования сотрудничества Андогского с большевиками. 9 марта 1919 года Андогский прибыл в Иркутский военный округ. После своего оправдания, 18 июня 1919 года, Андогский был назначен 1-м генерал-квартирмейстером штаба Русской армии и Ставки Главнокомандующего адмирала Колчака с оставлением в должностях ординарного профессора и начальника Николаевской военной академии. В обязанности Андогского входила координация деятельности управлений 1-го генерал-квартирмейстера, главного начальника военных сообщений полевого инспектора технической части, полевого инспектора артиллерии и частично 2-го генерал-квартирмейстера. 12 августа 1919 года был назначен исправляющим должность 1-го помощника начальника штаба Верховного Главнокомандующего. 1 октября 1919 года Андогский был зачислен в распоряжение начальника штаба Верховного главнокомандующего с оставлением в должности ординарного профессора и начальника Николаевской военной академии, должность начальника академии Иван Андогский занимал до 23 октября 1922 года.

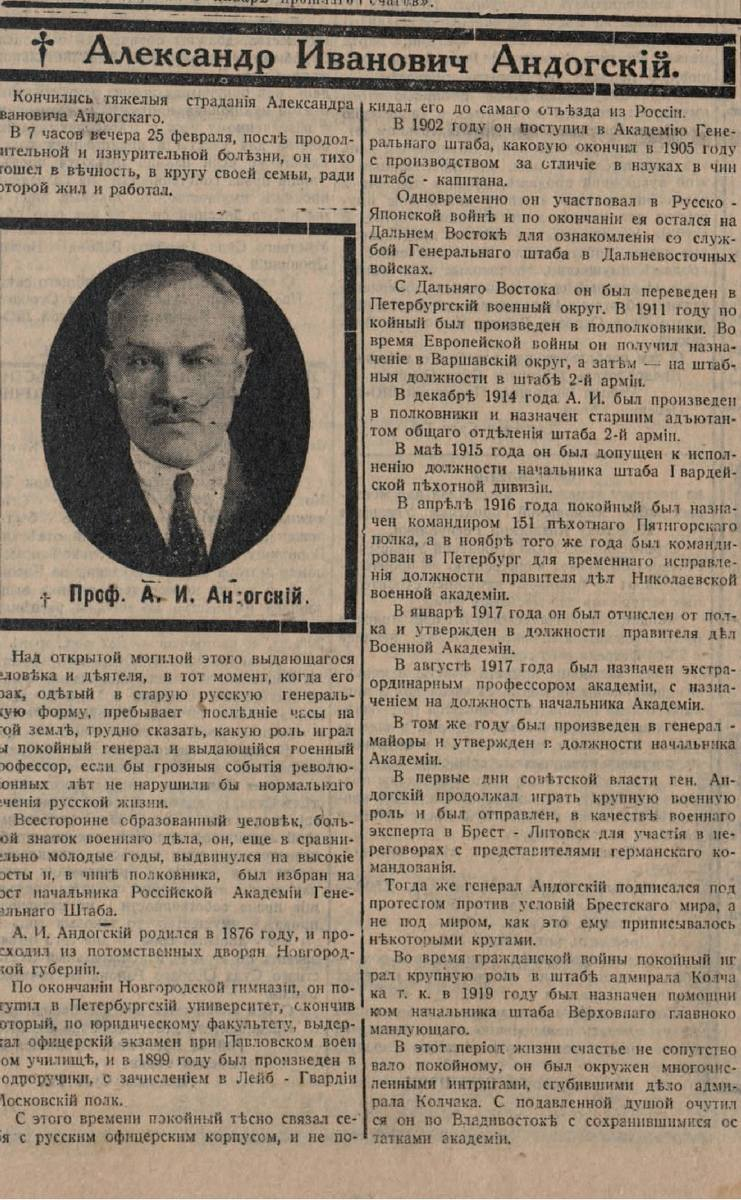
Некролог об Андогском (Харбин)

7 октября 1919 года на Андогского была возложена эвакуация Николаевской военной академии из Томска на остров Русский (Владивосток). Не прекращая руководства академией, он с 27 апреля по 4 мая 1920 года занимал должность председателя комиссии по разработке штатов военных частей, штабов, учреждений, заведений и управлений военных ведомств Временного правительства Дальнего Востока. С 7 мая по 16 декабря 1920 года был членом русско-японской согласительной комиссии. В октябре 1921 года стал преподавателем во Владивостокском военном училище. В сентябре 1921 года был избран гласным Владивостокской городской управы, а с 5 июля 1922 года был городским главой Владивостока.

## Эмиграция
Перед занятием красными Владивостока в конце октября 1922 года вместе со всем составом правительства М. К. Дитерихса, командованием армии и японскими интервентами покинул Россию. Эмигрировал в Японию, где продолжал оставаться после взятия Владивостока Красной армией. С ноября 1922 года по август 1923 года Андогский, будучи крупным специалистом в области стратегии, читал лекции наследному принцу Японии, её будущему императору Хирохито. В 1923 году переехал в Маньчжурию и обосновался в Харбине, где читал лекции и писал статьи на военную тематику. Занимал должность директора 1-го Харбинского русского смешанного реального училища, был заведующим кафедрой финансового и железнодорожного права в Институте ориентальных и коммерческих наук. Там же состоял в Обществе изучения Маньчжурского края, подготовив и опубликовав в его изданиях несколько работ по истории Китая и дав верные прогнозы его исторического развития с быстрым выходом в лидеры региона в случае достижения национального единства и избавления от неравноправных договоров.
Играл большую роль в русской военной эмиграции в Маньчжурии. Когда в 1926—1927 годах в среде русской военной эмиграции в Маньчжурии произошёл раскол, Андогский возглавил одну из группировок (именовалась Кружком военного самообразования, затем Дальневосточным обществом ревнителей военных знаний). Претензии Андогского на руководство всеми объединениями русских военных офицеров в Китае вместо умершего в 1927 году генерала М. М. Плешкова вызвали в ответ объединение всех его противников, целую серию громких конфликтов и скандалов, взаимные жалобы обеих сторон друг на друга руководителям РОВС и возобновление суда над Андогским, завершённого ещё в 1919 году. На этот раз генерала обвиняли не только в участии в подписании Брестского мира и в сотрудничестве с большевиками в 1917—1918 годах, но и в работе на советскую разведку в эмиграции, в сотрудничестве с советской администрацией КВЖД и в финансовых растратах. На Дальнем Востоке сторонники Андогского блокировали все попытки осудить его, тогда его противники добились переноса суда на рассмотрение Центральным правлением Общества русских офицеров Генерального штаба в Зарубежье в Белграде, где в 1930 году Андогский был признан полностью виновным по всем обвинениям и исключён из списков офицеров Генерального штаба.
Опубликованные в постсоветское время документы подтвердили, что Андогский действительно одно время сотрудничал с советской военной разведкой, которая по своей инициативе прекратила работать с ним ввиду неактуальности и малой полезности получаемой от него информации. По утверждению некоторых авторов, в 1920-х годах Андогский также являлся и агентом японской военной разведки.
Александр Андогский скончался 25 февраля 1931 года в Харбине. По одной версии, он покончил с собой, по другой — умер от стенокардии. Был похоронен на харбинском Новом кладбище.

## Научная деятельность
Является автором ряда военно-теоретических и военно-исторических работ по стратегии и тактике. Работая на преподавательской должности в Николаевской академии генерального штаба активно занимался изучением Афганистана. В эмиграции переключился на исследования военно-политической обстановки на Дальнем Востоке, а также — военных, политических и экономических аспектов американо-японских противоречий в Тихоокеанском регионе.

## Награды
Александр Андогский был пожалован следующими орденами и медалями:
- Орден Святого Владимира 3-й степени (Высочайший приказ от 20 мая 1915); мечи к ордену (Высочайший приказ от 30 сентября 1915);
- Орден Святого Владимира 4-й степени с мечами и бантом (Высочайший приказ от 11 декабря 1914);
- Орден Святой Анны 2-й степени с мечами (Приказом командующего Гвардейским отрядом от 5 апреля 1916);
- Орден Святой Анны 3-й степени (6 декабря 1911); мечи и бант к ордену (Приказ Командующего 5-й армией от 2 ноября 1916);
- Орден Святой Анны 4-й степени (Приказ Командующего 2-й армии от 9 марта 1915, утвержден Высочайшим приказом от 1 февраля 1916);
- Орден Святого Станислава 2-й степени с мечами (Приказ Главнокомандующего Северо-Западным фронтом от 17 января 1915, утвержден Высочайшим приказом от 26 августа 1915);
- Орден Святого Станислава 3-й степени (6 декабря 1908).
- Темно-бронзовая медаль «За труды по первой всеобщей переписи населения» (разрешено носить с 28 сентября 1898);
- Темно-бронзовая медаль «В память русско-японской войны» (22 сентября 1906);
- Светло-бронзовая медаль «В память 200-летия Полтавской битвы» (30 сентября 1909);

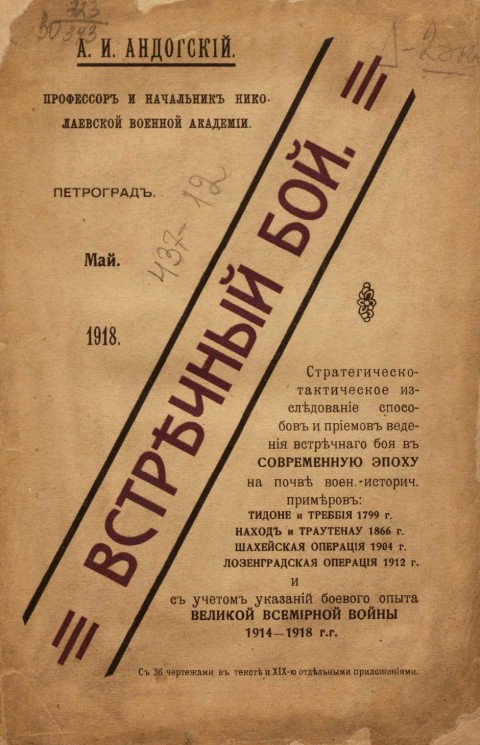
Андогский «Встречный бой» (1918)

- Светло-бронзовая медаль «В память 100-летия Отечественной войны 1812» (25 января 1913);
- Светло-бронзовая медаль «В память 300-летия царствования дома Романовых» (31 марта 1913);
- Светло-бронзовая медаль «За труды по отличному выполнению всеобщей мобилизации 1914» (25 мая 1915).

## Сочинения
Александр Иванович Андогский был автором следующих работ:
- Андогский А. И. Учебник элементарной тактики. — СПб., 1907.
- Андогский А. И. Военно-географическое исследование Афганистана, как района наступательных операций Русской армии. — СПб., 1908.
- Андогский А. И. Служба связи в бою пехотного полка. — СПб., 1908.
- Андогский А. И. Военно-исторические примеры к лекциям по «Службе Генерального штаба». — СПб., 1914.
- Андогский А. И. Служба связи. — Киев, 1914.
- Андогский А. И. Встречный бой. Стратегически-тактическое исследование. — Петроград, 1918. — 623 с.
- Андогский А. И. История Академии Генерального штаба за 1917—1918 гг. — Омск, 1919.
- Андогский А. И. Как создавалась Красная Армия Советской России: уроки недавнего прошлого. Критико-исторический очерк. — Владивосток, 1921.
- Андогский А. И. Железнодорожное право. — Харбин, 1926.
- Андогский А. И. Путь к разрешению тихоокеанской проблемы. — Харбин, 1926.